# Lazzaretto na wyspie Manoela
Lazzaretto (malt. Lazzarett) – jest to była stacja kwarantanny (lazaret) i szpital na Manoel Island, w granicach miasta Gżira na Malcie. Składa się na nią kompleks różnych budynków, datowanych na XVII–XIX wiek. Większość budowli wciąż istnieje, jednak są one w złym stanie z powodu zniszczeń podczas II wojny światowej oraz opuszczenia przez ponad 30 lat. Planowane jest odrestaurowanie Lazzaretto.

## Historia
Od roku 1526 port Marsamxett zaczął być używany do celów kwarantanny. Podczas epidemii dżumy w latach 1592–93, na wyspie leżącej na środku portu, znanej ówcześnie pod nazwą Isolotto, a dziś Manoel Island, zbudowany został prowizoryczny lazaret. W tym czasie postawiono też tam magazyny oraz kaplicę dedykowaną św. Rochowi, lecz zostały one zburzone pod koniec XVIII wieku.
W roku 1643 Wielki Mistrz Zakonu św. Jana, Juan de Lascaris-Castellar, powodowany obawą przed epidemią, zadecydował o budowie stałego lazzaretto. Zakon nabył wyspę od Kościoła w zamian za kilka posiadłości w Tal-Fiddien. Lazzaretto zbudowane przez Lascarisa składało się z pojedynczego budynku, drugi budynek postawiony został w roku 1670 przez Wielkiego Mistrza Nicolasa Cotonera. Następne prace budowlane, powiększające istniejące budynki, wykonane zostały w roku 1683 przez Wielkiego Mistrza Gregorio Carafę, 1701 przez Ramona Perellosa oraz około 1726 przez António Manoela de Vilhenę. W roku 1797 Wielki Mistrz Emmanuel de Rohan-Polduc zbudował nowy blok i kilka magazynów.

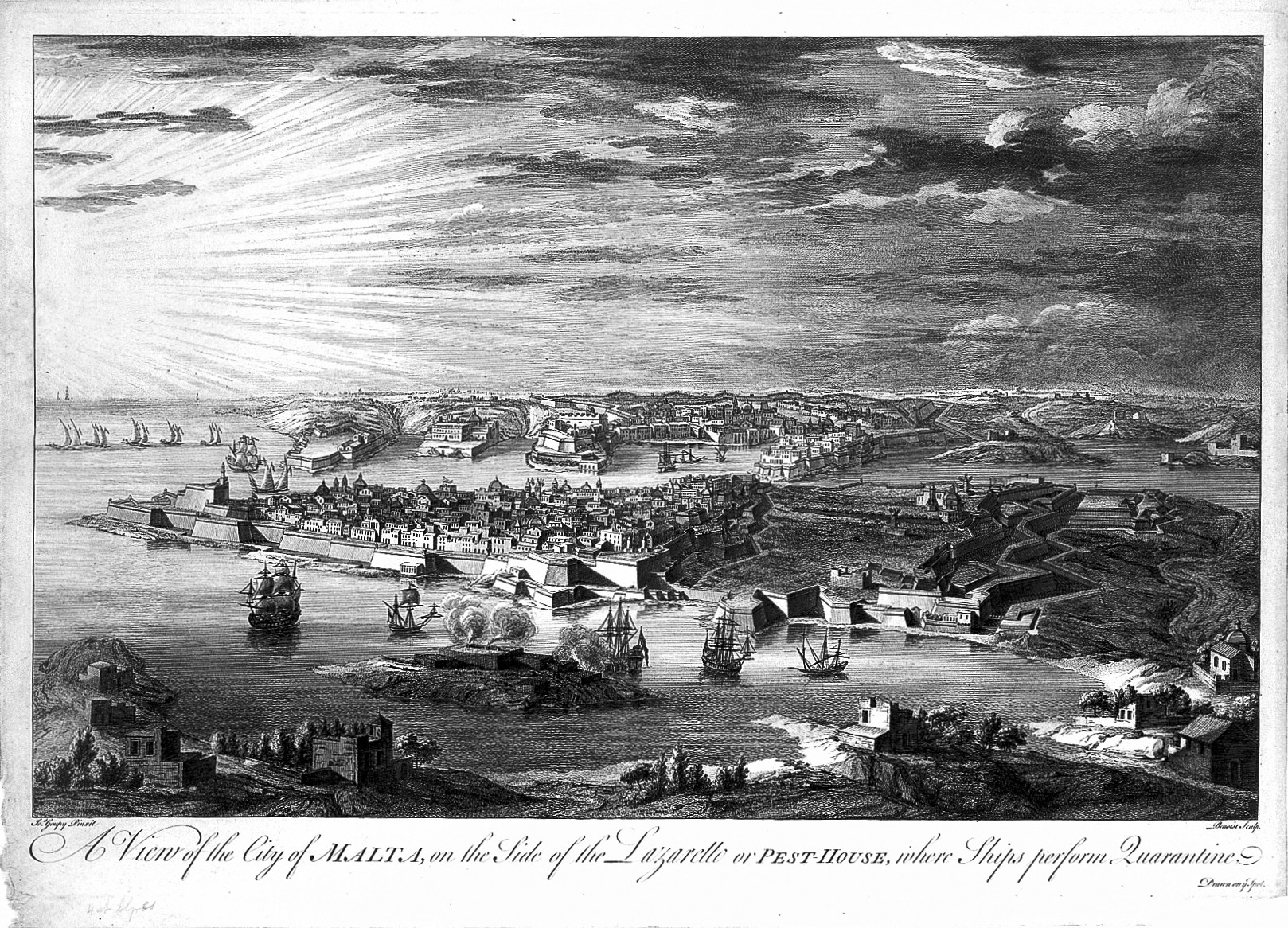
Widok Manoel Island w roku 1720

Lazzaretto było wykorzystywane również jako szpital, zwłaszcza podczas epidemii dżumy w latach 1813–14, cholery w 1865, i ponownie dżumy w roku 1937. Służyło też jako szpital wojskowy dla żołnierzy brytyjskich, francuskich i włoskich podczas wojny krymskiej. W okresie istnienia Lazzaretto przebywało tam kilka znamienitych osób, m.in. lord Byron (1811), John Henry Newman (1832/33), sir Walter Scott (1831), Horace Vernet (1840), Benjamin Disraeli (1830) oraz Alphonse de Lamartine (1832).
Część Lazzaretto, znana jako Profumo Office, była używana do odkażania przychodzącej poczty. Od roku 1814 do 1844 zdezynfekowana poczta oznaczana była czerwonymi woskowymi pieczęciami, później oznaczano je różnymi innym znakami. Dezynfekcja przesyłek pocztowych kontynuowana była na dużą skalę do lat 80. XIX wieku, w sporadycznych przypadkach miała miejsce aż do roku 1936.
Lazzaretto używane było przez władze zdrowotne do roku 1939, kiedy zostało zarekwirowane przez Admiralicję do użytku w celach militarnych podczas II wojny światowej. Między 1941 a 1942 rokiem był tam skład części do łodzi podwodnych, budynki były bombardowane wiele razy przez niemieckie i włoskie lotnictwo. Wiele z nich zostało wtedy zniszczonych, niektóre inne budowle rozebrano z powodu uszkodzeń, których doznały podczas nalotów.
W roku 1949 kompleks został ponownie otwarty jako szpital, i pozostał nim aż do opuszczenia Malty przez Royal Navy w latach 70. XX wieku. Następnie został opuszczony i popadł w stan zaniedbania.
Od jego zamknięcia w części Lazzatetto umieszczono schronisko dla porzuconych psów.

## Współcześnie
Dziś Lazzaretto jest opuszczone, część budynków się zawaliła, inne są bliskie tego.
Kompleks ma zostać odrestaurowany przez firmę deweloperską MIDI plc, która już odnowiła pobliski Fort Manoel oraz Fort Tigné. Planowana renowacja obejmowałaby naprawę istniejącej kamieniarki oraz rekonstrukcję zniszczonych struktur. Po renowacji kompleks ma być przeznaczony na rezydencje, biura, restauracje, kasyno oraz hotel butikowy. Planowany jest również podziemny garaż.
W latach 2016–2017 przeprowadzono kompletną odnowę kaplicy św. Jerzego, będącą kaplicą cmentarną. W trakcie renowacji odnaleziono autentyczne fragmenty nagrobków. Po restauracji będą one umieszczone w kaplicy.
Zespół budynków ma status zabytku narodowego 2. klasy, umieszczony jest na liście National Inventory of the Cultural Property of the Maltese Islands pod nr 1169.

## Architektura

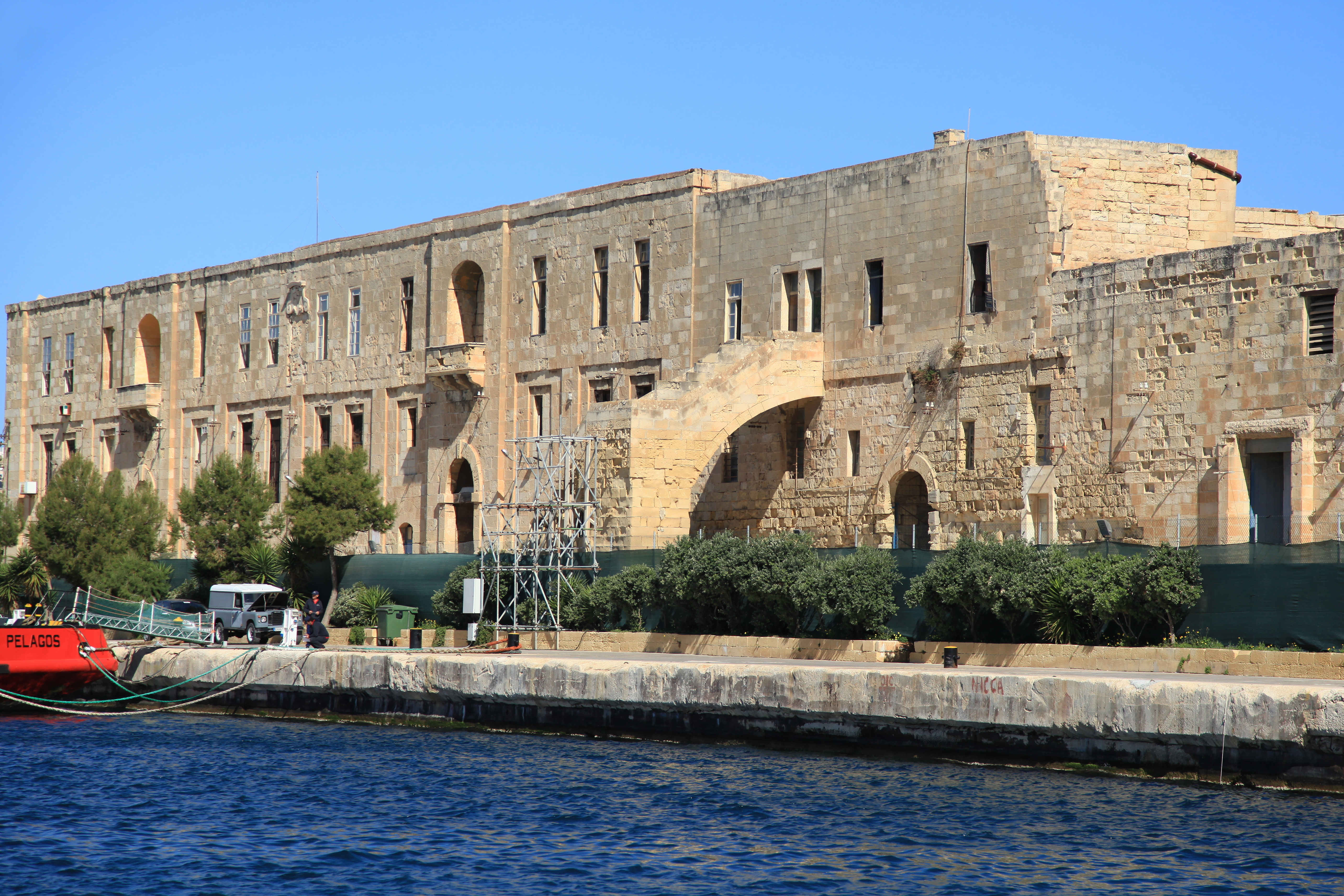
Old Palace

Lazzaretto składa się z kompleksu budynków datowanych na XVII–XIX wiek. Nic nie pozostało z oryginalnej XVI-wiecznej budowli tymczasowej, i najstarszym istniejącym budynkiem w zespole jest ten, zbudowany w roku 1643 podczas rządów Wielkiego Mistrza Lascarisa. Budowla ta, znana jako Palazzo Vecchio (Stary Pałac, ang. Old Palace), Palazzo Grande (Wielki Pałac, ang. Great Palace) lub po prostu il-Palazz (Pałac), jest dwukondygnacyjna (jednopiętrowa), i składa się z ośmiu sal zbudowanych wokół centralnego dziedzińca. Na fasadzie budynku znajdowało się kilka herbów, lecz zostały one zniszczone prawdopodobnie w czasie francuskiej okupacji Malty. Budynek posiada dwie marmurowe inskrypcje, jedną niedatowaną, drugą z roku 1787. Trzecia tablica, pochodząca z roku 1797, została usunięta w późnych latach 60. XX wieku. Kopia marmurowej inskrypcji z roku 1814 jest umieszczona na zachodniej ścianie budynku. Oryginał przymocowany był do szubienic przed fortem Manoel, dziś znajduje się w depozycie w Valletcie.
W kompleksie znajduje się też budynek znany jako New Palace (Pałac Nowy), zbudowany etapami pomiędzy latami 70. XVII wieku a wczesnym okresem wieku XVIII. Blok ten składa się z magazynów zbudowanych wokół dwóch dziedzińców; jego fasada skierowana w stronę morza posiada szereg wysokich łuków. Najbardziej na wschód wysunięty magazyn został rozebrany po zbombardowaniu go podczas II wojny światowej.

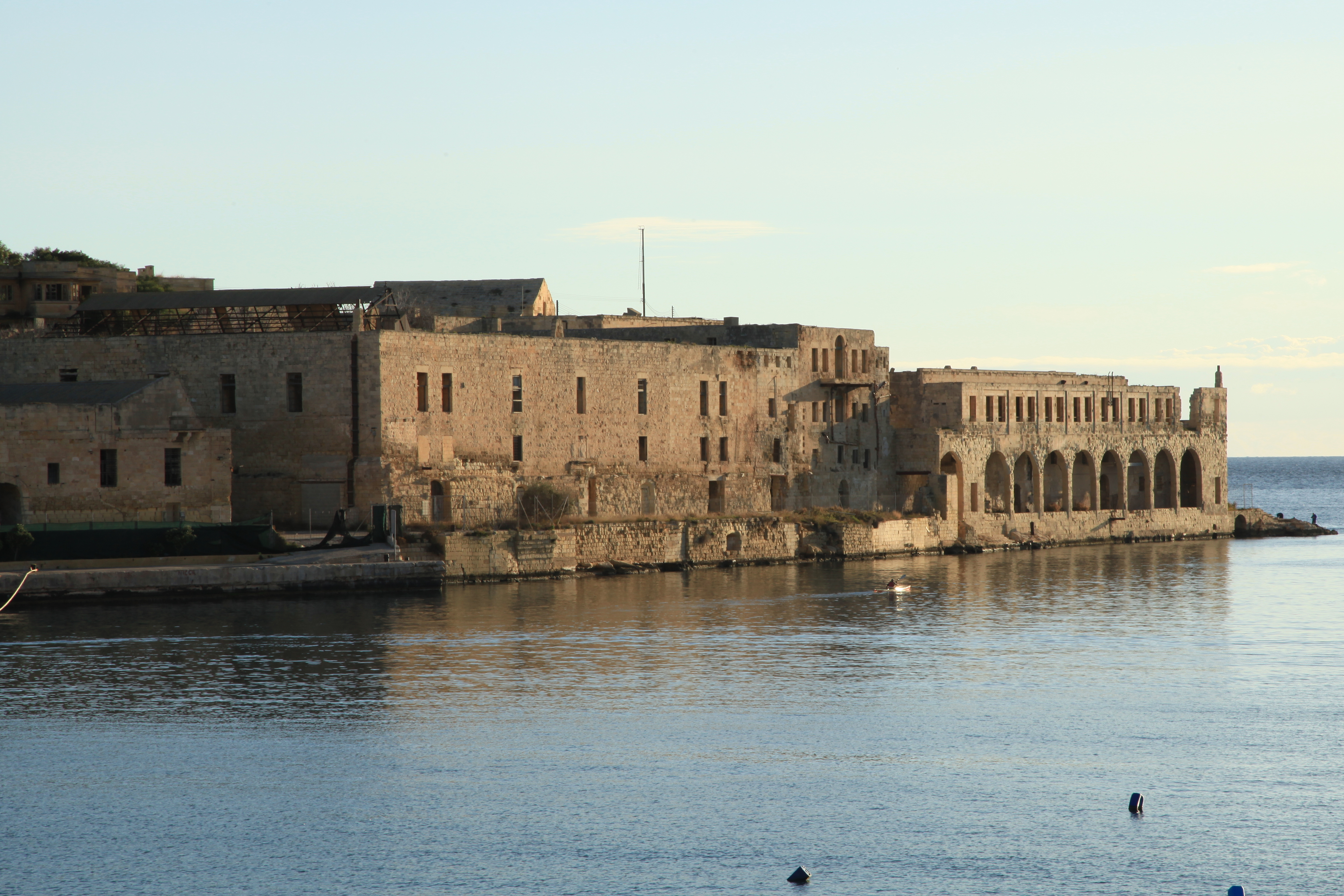
New Palace

W XVIII wieku, koło Old Palace zbudowany został Pest House (szpital epidemicznych chorób zakaźnych), w celu izolacji pacjentów chorych na dżumę. W pobliżu postawiono też kilka obór dla zwierząt będących w kwarantannie. Pest House został zburzony, aby zrobić miejsce pod stację dezynfekcyjną, obory zostały zniszczone w czasie wojny.
Pomiędzy Pest House a Old Palace stoi De Rohan Block, zbudowany w roku 1797. Budynek Profumo Office umiejscowiony był obok De Rohan Block, lecz został zburzony podczas wojny.
Cały kompleks Lazzaretto otoczony był wysokim murem, aby uniemożliwić ucieczkę „pensjonariuszom”. Na terenie tym ulokowanych było sześć cmentarzy, z których tylko jeden przetrwał do czasów współczesnych.
Na ścianach budynków ocalało kilka starych graffiti, z najwcześniejszym z roku 1681, zaś ostatnim z 1947.